# АСКО Кара
АСКО Кара или АСКО ФК — тоголезский профессиональный футбольный клуб, базирующийся в городе Кара. АСКО Кара играет в Национальном чемпионате Премьер-дивизиона Того.

## Выступления в КАФ
- Лига чемпионов КАФ: 4 раза

2008 — Первый этап
2020/21 — Первый этап
2021/22 — Первый этап
2022/23 — Второй этап

## Достижения
- Национальный чемпионат Премьер-дивизиона Того: 9

1988, 1989, 1996, 2007, 2019-20, 2021, 2021-22, 2022-23, 2023-24.
- Кубок Того: 4

1975, 1976, 1987, 1995.